# Discografia lui Ion Albeșteanu
Discografia cântărețului Ion Albeșteanu cuprinde numeroase apariții (viniluri, casete audio, CD-uri) ce prezintă înregistrări realizate în perioada 1978-1995 în România.
Discurile cântărețului au fost înregistrate la București, la casele de discuri Ethnophonie și Electrecord.

## Discuri Electrecord
| An   | Număr de catalog                                                               | Format                     | Piese | Acompaniament                                                              |
| 1978 | EPE 01523                                                                      | vinil, LP, 30 cm, 33 ⅓ RPM | 1. Brâul lui Păun 2. Balada lui Moș Stan din Bărăgan 3. Hora mare 7. Cântec de dragoste 8. Popărlanul 9. Jocul flăcăilor 10. Cimpoiul 11. Pasăre galbenă-n cioc 12. Ciobănașul 15. Brâul lui Doja 16. Sârba fetelor 17. Brâul din ogradă | O.M.P.R., dirijori : Ion Albeșteanu (1-3,7-12), Constantin Busuioc (15-12) |
| 1979 | ST-EPE 01622 Jocuri populare românești 1 Jocuri din Muntenia (Ilfov-Teleorman) | vinil, LP, 30 cm, 33 ⅓ RPM | 1. Hora mare 2. Ita 3. Drăculeții 4. Murgulețul 5. Racii 6. Hora la patru 7. Bătrâneasca 8. Balta 9. Hora-n două părți 10. Floricica 11. Cârligul 12. Orzul 13. Zlata 14. Jianul 15. Lăutăreasca 16. Brâul drept | orchestra Ion Albeșteanu                                                   |
| 1980 | ST-EPE 01734 Jocuri populare românești 4 Jocuri din Oltenia - Dolj             | vinil, LP, 30 cm, 33 ⅓ RPM | 1. Alunelul ca la Cârna-Bârca 2. Polocsia - Măceșu de Jos 3. Ca la baltă - Măceșu de Jos 4. Mândrele - Bârca 5. Sârba de două - Bârca 6. Brâulețul - Bârca 7. Țăpușul (Ghimpele) - Bârca 8. Trei Păzește - Bârca 9. Crăițele - Giubega 10. Rustemul de brâu - Măceșu de Jos 11. Galaonul - Măceșu de Jos 12. Boiereasca - Măceșu de Jos 13. Brâulețul - Bechet 14. Troaca - Bârca 15. Alunelul de brâu - Măceșu de Jos 16. Tocul - Bârca | orchestra Ion Albeșteanu                                                   |
| 1980 | ST-EPE 01736 Jocuri populare românești 5 Jocuri din Brașov                     | vinil, LP, 30 cm, 33 ⅓ RPM | 1. Brâul zbărcii 2. Mărunțica 3. Brâul bătrân pe trei 4. Hodoroaga 5. De doi (Brează) 6. Brâul pe nouă 7. Slănicul 8. Arțagan 9. Brâul făgărășan 10. Purtată și învârtită 11. Feciorească 12. Hațegană 13. Fecioreasca fetelor | orchestra Ion Albeșteanu                                                   |
| 1984 | ST-EPE 02537 Un virtuose du violon (I)                                         | vinil, LP, 30 cm, 33 ⅓ RPM | 1. Sârba nuntașilor 2. Cântec de dragoste 3. La masa mare 4. Sârba de la Slobozia 5. Gătitul bradului 6. Hora-n bătăi 7. Colo-n deal, sub coastă 8. Geamparalele bătute 9. Trei fete surori (baladă) 10. Eram tinerel ca floarea 11. Sârbă de brâu 12. Ghiță Cătănuță 13. Frusinico, un'te duci | orchestra Ion Albeșteanu                                                   |
| 1986 | ST-EPE 02928                                                                   | vinil, LP, 30 cm, 33 ⅓ RPM | 1. Pe valea Neajlovului 2. De-am avut, de n-am avut 3. Spune măiculiță, spune 4. Pelin beau, pelin mănânc 5. Ce i-ai dat și omului 6. Pustia de noapte mică 7. Gătitul miresei 8. Piatră, piatră 9. Omule cu caii buni 10. De-ar fi noaptea trei conace 11. Frusinico, un'te duci | orchestra Ion Albeșteanu                                                   |
| 1987 | ST-EPE 03021                                                                   | vinil, LP, 30 cm, 33 ⅓ RPM | 1. Ursitoare, ursitoare 2. Lelea, cu coadele lungi 3. Ți-o părea, puiule, bine 4. Inimioară cu dor mult 5. Cântecul mirelui 6. Toate tufele se-apleacă 7. Unde-a pus mândra casa 8. Picături de untdelemn 9. Voinicu străin 10. Vine cucu' de trei zile 11. De-aș trăi ca bradu-n munte | orchestra Ion Albeșteanu                                                   |
| 1991 | ST-EPE 03908 Un virtuose du violon (II)                                        | vinil, LP, 30 cm, 33 ⅓ RPM | 1. Hora miresei 2. Geamparalele de la Fetești 3. Ca pe Vlașca și Teleorman 4. Sârba de la Oltenița 5. Călușul de la Contești-Bragadiru 6. Femeiasca 7. Geamparalele de la Călărași 8. Hora ca la Urziceni 9. Sârba de la Domnești 10. Hora de la Oltenița | orchestra Ion Albeșteanu                                                   |

## Discuri Ethnophonie
| An   | Număr de catalog                 | Format       | Piese | Acompaniament |
| 1992 | C-003 Mahalaua de altădată       | casetă audio | 1. Suită de cântece și două melodii de joc: Călușul și brâul 2. Cântec: La casa cu trestioară 3. Cântec: A dracului noapte mică 4. Cântecul hoților de cai (Marin Ciocoiu - acordeon; Nicușor Stan - contrabas) 5. Cântec ceremonial la mireasă 6. Melodie de joc: Horă 7. Cântec: Inel, inel de aur 8. Suită de melodii de joc: Horă și Sârbă 9. Cântec: Când sânt zarzării-nfloriți 10. Suită de cântece (Constantin Fărâmiță - vioară; Nicolae Eftimie - acordeon și voce)                                                    | Ion Albeșteanu - vioară și voce Constantin Băran - chitară electrică și voce Paul Gheorghe - acordeon Gheorghe Stan - țambal                                    |
| 1995 | C-011 Petrecere cu lăutari (I)   | casetă audio | 1. Suită de cântece de petrecere (I): A. Cine-a pus cârciuma-n drum, B. Ursitoare, ursitoare, C. Inel, inel de aur, D. Ai Buzău, Buzău, E. Calu-i bălan și șaua-i verde, F. Să-ți dea baba cu ghiocu', G. Puica neichii cea ghiolbană, H. Melodie de joc 'Horă' 2. Din Ploiești până-n Gheboaia 3. Suită de cântece, jocuri și improvizații lăutărești 4. Suită de cântece de petrecere (II): A. Bălănaș, bălane, B. Pe șoseaua din Cepari, C. Frusinico, un'te duci, D. Șapte văi și-o vale-adâncă, E. Ce mi-e mie drag pe lume | Ion Albeșteanu - vioară și voce Gheorghe Stan - țambal Mieluță Iordache - acordeon Marin Cotoanță - cobză Daniel Prodan - braci Constantin Fărâmiță - contrabas |
| 1995 | C-012 Petrecere cu lăutari (II)  | casetă audio | 3. Suită de cântece de petrecere: A. Nu fugi de lângă mine, B. Lele cu coadele lungi, C. La puțul cu două zale, D. De-aș trăi ca bradu-n munte, E. Inimioară cu dor mult, F. Piatra-i piatră de e piatră, G. Cine-a pus cârciuma-n drum, H. Melodie de joc: Horă | Ion Albeșteanu - vioară și voce Constantin Băran - chitară electrică și voce Paul Gheorghe - acordeon Gheorghe Stan - țambal Constantin Fărâmiță - contrabas    |
| 1995 | C-011 Petrecere cu lăutari (III) | casetă audio | 4. Ritual de nuntă: Cântecul miresei | Ion Albeșteanu - vioară Constantin Băran - chitară electrică și voce Paul Gheorghe - acordeon Gheorghe Stan - țambal                                            |